# Slots Bjergby
Slots Bjergby is een plaats in de Deense regio Seeland, gemeente Slagelse. De plaats telt 580 inwoners (2008).

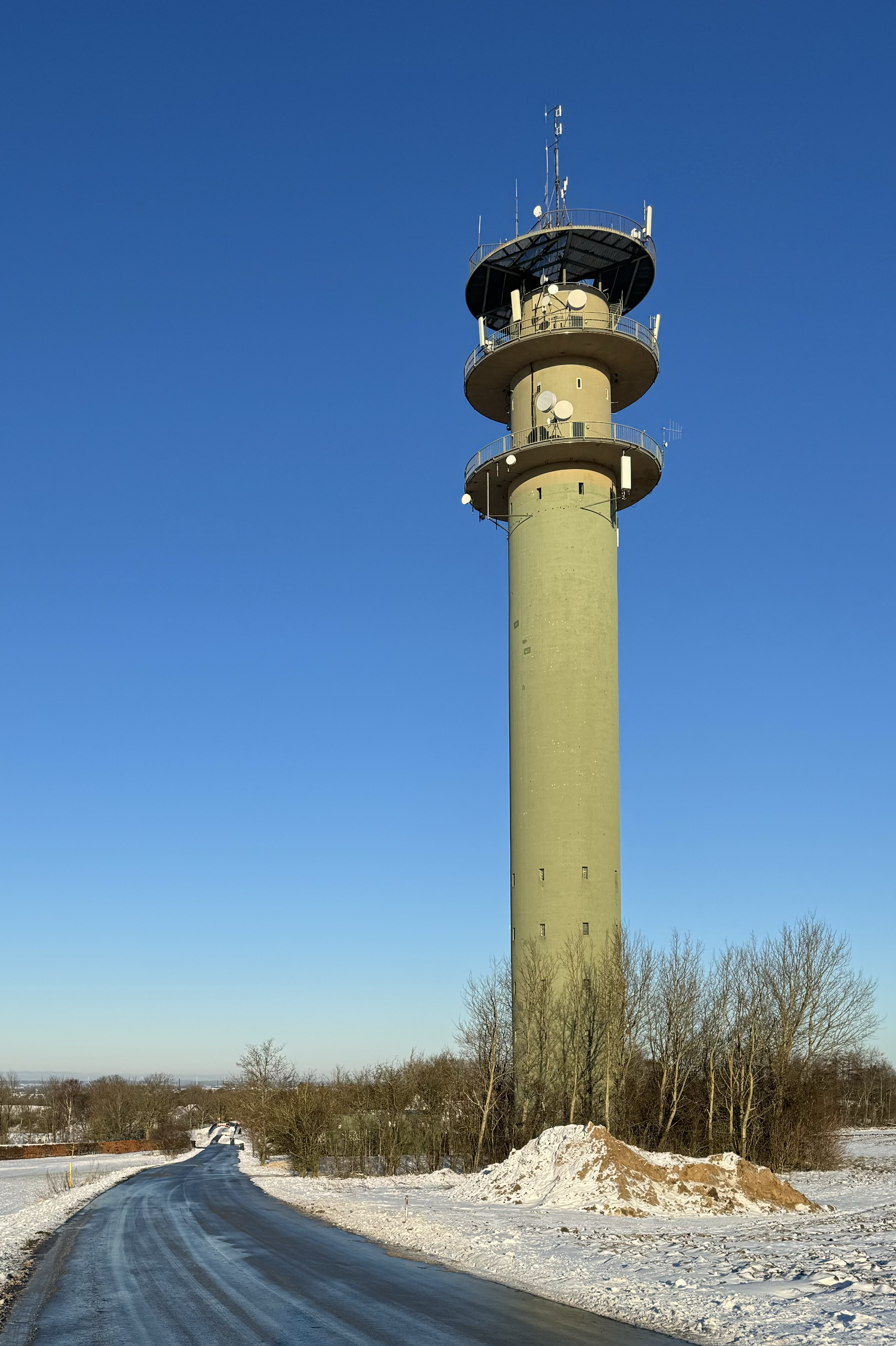
Televisietoren in Slots Bjergby in Denemarken